# کمیل گرمر
کَمیل گِرَمِر (انگلیسی: Camille Grammer؛ زادهٔ ۲ سپتامبر ۱۹۶۸) یک هنرپیشه، مانکن، تهیه‌کننده، نویسنده، مجری تلویزیون و هنرمند رقص اهل ایالات متحده آمریکا است.

## گزیدهٔ آثار

### سینما
- سرود کریسمس (۲۰۰۴)
- هری ساختارشکن (۱۹۹۷)

### تلویزیون
- بورلی هیلز ۹۰۲۱۰ (۲۰۱۴)
- مزخرفاتی که پدرم می‌گوید (۲۰۱۱)
- فریژر (۱۹۹۷)